# Sella Chiampon
La sella Chiampon (o anche Sella Cjampon - 780 m s.l.m.) è un valico alpino delle Prealpi Carniche, in Friuli-Venezia Giulia, che unisce la Val di Preone in Carnia a nord, con la Val d'Arzino a sud, ricadendo all'interno del territorio del comune di Verzegnis. È sovrastato ad est dal Monte Verzegnis ed ovest dal Monte Valcalda (Catena Valcalda-Verzegnis). La salita presenta pendenze elevate e strada stretta specie sul versante di Preone, meno elevata, ma più lunga sul versante sud.